# Фредеріку Шавес Гедес
Фредеріку Шавес Гедес (порт. Frederico Chaves Guedes, нар. 3 жовтня 1983, Теофілу-Отоні), відомий за прізвиськом Фред — бразильський футболіст, нападник клубу «Флуміненсе».
Насамперед відомий виступами за «Флуміненсе» та «Ліон», а також національну збірну Бразилії.

## Клубна кар'єра
У дорослому футболі дебютував 2001 року виступами за команду клубу «Америка Мінейру», в якій провів три сезони, взявши участь у 26 матчах чемпіонату. У складі «Америка Мінейру» був одним з головних бомбардирів команди, маючи середню результативність на рівні 0,35 голу за гру першості.
Протягом 2004—2005 років захищав кольори «Крузейру», де у 71 матчі в усіх турнірах забив 56 голів.
Своєю грою за останню команду привернув увагу представників тренерського штабу французького «Ліона», до складу якого приєднався 2005 року. Відіграв за команду з Ліона наступні чотири сезони своєї ігрової кар'єри. Більшість часу, проведеного у складі «Ліона», був основним гравцем атакувальної ланки команди. В новому клубі був серед найкращих голеодорів, відзначаючись забитим голом в середньому щонайменше у кожній третій грі чемпіонату. За цей час тричі виборював титул чемпіона Франції, двічі ставав володарем Суперкубка Франції та одного разу володарем Кубка Франції.
До складу клубу «Флуміненсе» приєднався в лютому 2009 року на правах вільного агента. Разом з клубом двічі ставав чемпіоном Бразилії (2010, 2012), причому в другому чемпіонському сезоні став найкращим бомбардиром чемпіонату. Наразі встиг відіграти за команду з Ріо-де-Жанейро 87 матчів в національному чемпіонаті.

## Виступи за збірну
27 квітня 2005 року дебютував в офіційних матчах у складі національної збірної Бразилії в товариській грі проти збірної Гватемали.
У складі збірної був учасником чемпіонату світу 2006 року у Німеччині, розіграшу Кубка Америки 2007 року у Венесуелі, здобувши того року титул континентального чемпіона, розіграшу Кубка Америки 2011 року в Аргентині, розіграшу Кубка Конфедерацій 2013 року у Бразилії.
Наразі провів у формі головної команди країни 25 матчів, забивши 11 голів.

## Статистика виступів
Станом на початок сезону 2013

### Статистика клубних виступів
| Сезон                       | Команда                     | Чемпіонат                   | Чемпіонат | Чемпіонат | Національний кубок | Національний кубок | Національний кубок | Континентальні кубки | Континентальні кубки | Континентальні кубки | Усього | Усього |
| Сезон                       | Команда                     | Ліга                        | Ігор      | Голів     | Ліга               | Ігор               | Голів              | Ліга                 | Ігор                 | Голів                | Ігор   | Голів  |
| --------------------------- | --------------------------- | --------------------------- | --------- | --------- | ------------------ | ------------------ | ------------------ | -------------------- | -------------------- | -------------------- | ------ | ------ |
| 2003                        | «Америка Мінейру»           | ЛМ+B                        | 10+19     | 10+7      | КБ                 | -                  | -                  | -                    | -                    | -                    | 29     | 17     |
| 2004                        | «Америка Мінейру»           | ЛМ+B                        | 12+7      | 12+2      | КБ                 | 3                  | 2                  | -                    | -                    | -                    | 22     | 16     |
| Усього за «Америка Мінейру» | Усього за «Америка Мінейру» | Усього за «Америка Мінейру» | 48        | 31        |                    | 3                  | 2                  |                      |                      |                      | 51     | 33     |
| 2004                        | «Крузейру»                  | A                           | 28        | 16        | КБ                 | -                  | -                  | КЛ                   | -                    | -                    | 28     | 16     |
| 2005                        | «Крузейру»                  | ЛМ+A                        | 13+21     | 13+13     | КБ                 | 9                  | 14                 | ПАК                  | 0                    | 0                    | 43     | 40     |
| Усього за «Крузейру»        | Усього за «Крузейру»        | Усього за «Крузейру»        | 62        | 42        |                    | 9                  | 14                 |                      |                      |                      | 71     | 56     |
| 2005–06                     | «Ліон»                      | Ліга 1                      | 32        | 14        | КФ+КЛ              | 0+1                | 0+0                | ЛЧ                   | 9                    | 2                    | 42     | 16     |
| 2006–07                     | «Ліон»                      | Ліга 1                      | 20        | 11        | КФ+КЛ              | 0+2                | 0+0                | ЛЧ                   | 5                    | 2                    | 27     | 13     |
| 2007–08                     | «Ліон»                      | Ліга 1                      | 21        | 7         | КФ+КЛ              | 4+2                | 1+0                | ЛЧ                   | 3                    | 0                    | 30     | 8      |
| 2008-09                     | «Ліон»                      | Ліга 1                      | 15        | 2         | КФ+КЛ              | 0+1                | 0+0                | ЛЧ                   | 4                    | 2                    | 20     | 4      |
| Усього за «Ліон»            | Усього за «Ліон»            | Усього за «Ліон»            | 88        | 34        |                    | 10                 | 1                  |                      | 21                   | 6                    | 119    | 41     |
| 2009                        | «Флуміненсе»                | ЛК+A                        | 4+20      | 3+12      | КБ                 | 6                  | 2                  | ПАК                  | 6                    | 5                    | 36     | 22     |
| 2010                        | «Флуміненсе»                | ЛК+A                        | 9+14      | 7+5       | КБ                 | 5                  | 6                  | -                    | -                    | -                    | 28     | 18     |
| 2011                        | «Флуміненсе»                | ЛК+A                        | 13+25     | 10+22     | КБ                 | -                  | -                  | КЛ                   | 5                    | 2                    | 43     | 34     |
| 2012                        | «Флуміненсе»                | ЛК+A                        | 10+27     | 7+20      | КБ                 | -                  | -                  | КЛ                   | 7                    | 3                    | 44     | 30     |
| Усього за «Флуміненсе»      | Усього за «Флуміненсе»      | Усього за «Флуміненсе»      | 122       | 86        |                    | 11                 | 8                  |                      | 18                   | 10                   | 151    | 104    |
| Усього                      | Усього                      | Усього                      | 320       | 193       |                    | 33                 | 25                 |                      | 39                   | 16                   | 392    | 234    |

### Статистика виступів за збірну
Станом на 3 червня 2013
| Дата       | Місто          | Господарі  | Результат             | Гості      | Турнір                            | Голи | Примітки |
| ---------- | -------------- | ---------- | --------------------- | ---------- | --------------------------------- | ---- | -------- |
| 27/04/2005 | Сан-Паулу      | Бразилія   | 3 – 0                 | Гватемала  | товариський матч                  | -    |          |
| 12/11/2005 | Абу-Дабі       | ОАЕ        | 0 – 8                 | Бразилія   | товариський матч                  | 2    |          |
| 01/03/2006 | Москва         | Росія      | 0 – 1                 | Бразилія   | товариський матч                  | -    |          |
| 18/06/2006 | Мюнхен         | Бразилія   | 2 – 0                 | Австралія  | ЧС 2006 - 1-й етап                | 1    |          |
| 16/08/2006 | Осло           | Норвегія   | 1 – 1                 | Бразилія   | товариський матч                  | -    |          |
| 03/09/2006 | Лондон         | Бразилія   | 3 – 0                 | Аргентина  | товариський матч                  | -    |          |
| 10/10/2006 | Стокгольм      | Бразилія   | 2 – 1                 | Еквадор    | товариський матч                  | 1    |          |
| 06/02/2007 | Лондон         | Португалія | 2 – 0                 | Бразилія   | товариський матч                  | -    |          |
| 24/03/2007 | Гетеборг       | Бразилія   | 4 – 0                 | Чилі       | товариський матч                  | -    |          |
| 04/06/2011 | Гояс           | Бразилія   | 0 – 0                 | Нідерланди | товариський матч                  | -    |          |
| 07/06/2011 | Сан-Паулу      | Бразилія   | 1 – 0                 | Румунія    | товариський матч                  | 1    |          |
| 03/07/2011 | Ла-Плата       | Бразилія   | 0 – 0                 | Венесуела  | Копа Америка 2011 - 1-й етап      | -    |          |
| 09/07/2011 | Кордова        | Бразилія   | 2 – 2                 | Парагвай   | Копа Америка 2011 - 1-й етап      | 1    |          |
| 14/07/2011 | Кордова        | Бразилія   | 4 – 2                 | Еквадор    | Копа Америка 2011 - 1-й етап      | -    |          |
| 17/07/2011 | Ла-Плата       | Бразилія   | 0 – 0 д.ч. (0-2 п.п.) | Парагвай   | Копа Америка 2011 - чвертьфінал   | -    |          |
| 10/08/2011 | Штутгарт       | Німеччина  | 3 – 2                 | Бразилія   | товариський матч                  | -    |          |
| 24/09/2011 | Белен          | Бразилія   | 2 – 0                 | Аргентина  | товариський матч                  | -    |          |
| 08/10/2011 | Сан-Хосе       | Коста-Рика | 0 – 1                 | Бразилія   | товариський матч                  | -    |          |
| 22/11/2012 | Буенос-Айрес   | Аргентина  | 2 – 1                 | Бразилія   | Суперкласіко де лос Америкас 2012 | 1    |          |
| 06/02/2013 | Лондон         | Англія     | 2 – 1                 | Бразилія   | товариський матч                  | 1    |          |
| 21/03/2013 | Женева         | Бразилія   | 2 – 2                 | Італія     | товариський матч                  | 1    |          |
| 25/03/2013 | Лондон         | Бразилія   | 1 – 1                 | Росія      | товариський матч                  | 1    |          |
| 02/06/2013 | Ріо-де-Жанейро | Бразилія   | 2 – 2                 | Англія     | товариський матч                  | 1    |          |
| Усього     |                | Матчів     | 23                    |            | Голів                             | 11   |          |

## Титули і досягнення

### Командні
- Чемпіон Франції (3):

«Ліон»: 2005-06, 2006-07, 2007-08
- Володар Суперкубка Франції (2):

«Ліон»: 2006, 2007
- Володар Кубка Франції (1):

«Ліон»: 2007-08
- Чемпіон Бразилії (2):

«Флуміненсе»: 2010, 2012
- Чемпіон штату Мінас-Жерайс (2):

«Атлетіко Мінейро»: 2018
- Володар Кубка Бразилії (1):

«Крузейро»: 2018

### Збірні
- Володар Кубка Америки: 2007
- Переможець Суперкласіко де лас Амерікас: 2011, 2012
- Переможець Кубка конфедерацій: 2013

### Особисті
- Найкращий бомбардир Ліги Мінейру: 2005 (13 голів)
- Найкращий бомбардир Кубка Бразилії: 2005 (14 голів)
- Срібний м'яч (Бразилія): 2005
- Найкращий бомбардир Ліги Каріока: 2011 (10 голів)
- Найкращий бомбардир Чемпіонату Бразилії: 2012 (20 голів)